# Рождественское (Яранский район)
Рожде́ственское — село в Яранском районе Кировской области России. Входит в состав Опытнопольского сельского поселения.

## География
Село находится в юго-западной части Кировской области, в зоне хвойно-широколиственных лесов, на левом берегу реки Шошма, к западу от автодороги Р176, на расстоянии приблизительно 7 км (по прямой) к северо-северо-западу (NNW) от города Яранск, административного центра района. Абсолютная высота — 114 м над уровнем моря.
Климат
Климат характеризуется как умеренно континентальный, с умеренно холодной снежной зимой и тёплым летом. Среднегодовая температура — 2 — 2,3 °C. Средняя температура воздуха самого холодного месяца (января) составляет −13,6 °C (абсолютный минимум — −46 °С); самого тёплого месяца (июля) — 18,3 °C (абсолютный максимум — 37 °С). Безморозный период длится в течение 117 дней. Годовое количество атмосферных осадков — 639 мм, из которых 405 мм выпадает в период с апреля по октябрь. Снежный покров держится в течение 162 дней.
Часовой пояс
Село Рождественское, как и вся Кировская область, находится в часовой зоне МСК (московское время). Смещение применяемого времени относительно UTC составляет +3:00.

## Население
| 2010 |
| ---- |
| 183  |

Половой состав
По данным Всероссийской переписи населения 2010 года, в гендерной структуре населения мужчины составляли 43,7 %, женщины — соответственно 56,3 %.
Национальный состав
Согласно результатам переписи 2002 года, в национальной структуре населения русские составляли 97 % из 266 чел.

## Достопримечательности
В селе расположена Церковь Рождества Богородицы.